# Star Wars - Episode I: The Phantom Menace (Original Motion Picture Soundtrack)
| Recensione | Giudizio |
| ---------- | -------- |
| AllMusic   | [ 6 ]    |

Star Wars Episode I: The Phantom Menace (Original Motion Picture Soundtrack) è la colonna sonora del film Star Wars - Episodio I - La minaccia fantasma composta da John Williams. È un album pubblicato per la prima volta il 4 maggio 1999 dall'etichetta discografica Sony Classical. Negli anni è stato ripubblicato anche come Star Wars: The Phantom Menace (Original Motion Picture Soundtrack).
In anticipazione del film tanto atteso, la colonna sonora venne certificata disco di platino negli Stati Uniti e d'oro nel Regno Unito. L'album arriva in terza posizione in Austria, in sesta in Germania dove rimane in classifica 22 settimane e in ottava nella Official Albums Chart ed in Australia.
L'album fu pubblicato in un compact disc con 17 tracce, ognuna delle quali modificata da Williams per presentare la colonna sonora come verrebbe eseguita in una suite da concerto. Quest'album era disponibile anche in un cofanetto da due vinili LP presso rivenditori specializzati come Star Wars Insider.
A grande richiesta, il 14 novembre 2000 venne pubblicata una Ultimate Edition a due dischi. Questo cofanetto presenta la colonna sonora prevalentemente come si sente nel film ma, a differenza di quanto dichiarato sulla copertina, non include l'intera partitura. Una riedizione speciale dell'album originale è stata pubblicata il 6 febbraio 2012 per celebrare la riedizione 3D del film. Questa versione contiene la traccia bonus "Duel of the Fates (Dialogue Version)" originariamente inclusa nell'Ultimate Edition.

## Crew
Registrata negli Abbey Road Studios in circa due settimane a partire dal 5 febbraio 1999 ed eseguita dalle London Voices e la London Symphony Orchestra, Star Wars: Episode I - The Phantom Menace fu la prima colonna sonora di Guerre stellari composta da Williams in oltre 16 anni. Williams produsse le sessioni di registrazione da sé, mentre Shawn Murphy registrò e mixò la musica. Kenneth Wannberg ritornò come montatore musicale, dopo aver assolto questo compito per le precedenti tre colonne sonore di Guerre stellari.

## Tracce

### Versione originale
1. Star Wars Main Title and The Arrival at Naboo – 2:55
2. Duel of the Fates – 4:14
3. Anakin's Theme – 3:08
4. Jar Jar's Introduction and The Swim to Otoh Gunga – 5:07
5. The Sith Spacecraft and The Droid Battle – 2:37
6. The Trip to the Naboo Temple and The Audience with Boss Nass – 4:07
7. The Arrival at Tatooine and The Flag Parade – 4:04
8. He Is the Chosen One – 3:53
9. Anakin Defeats Sebulba – 4:23
10. Passage Through the Planet Core – 4:39
11. Watto's Deal and Kids at Play – 4:57
12. Panaka and the Queen's Protectors – 3:24
13. Queen Amidala and The Naboo Palace – 4:51
14. The Droid Invasion and The Appearance of Darth Maul – 5:14
15. Qui-Gon's Noble End – 3:48
16. The High Council Meeting and Qui-Gon's Funeral – 3:08
17. Augie's Great Municipal Band and End Credits – 9:38

### Ultimate Edition

#### Disco 1
1. Fox Fanfare – 0:23
2. Star Wars Main Title – 1:24
3. Boarding the Federation Battleship – 2:31
4. Death Warrant for Qui-Gon and Obi-Wan – 1:18
5. Fighting the Destroyer Droids – 1:44
6. Queen Amidala Warns the Federation – 2:23
7. The Droid Invasion – 1:00
8. Swimming to Otoh Gunga – 0:56
9. Inside the Bubble City – 3:05
10. Attack of the Giant Fish – 1:37
11. Darth Sidious – 1:04
12. The Giant Squid and the Attack on Theed – 1:18
13. Qui-Gon and Obi-Wan Rescue the Queen – 2:09
14. Fighting the Guards – 1:42
15. Escape from Naboo – 2:04
16. Enter Darth Maul – 1:07
17. The Arrival at Tatooine – 2:28
18. Street Band of Mos Espa – 1:17
19. Padme Meets Anakin – 1:12
20. Desert Winds – 1:28
21. Jar Jar's Run In with Sebulba – 1:18
22. Anakin's Home and the Introduction to Threepio – 2:42
23. Darth Sidious and Darth Maul – 1:12
24. Talk of PodRacing – 2:59
25. Watto's Deal / Shmi and Qui-Gon Talk – 2:24
26. Anakin, PodRacer Mechanic – 1:38
27. The Racer Roars to Life / Anakin's Midi-Chlorian Count – 1:24
28. Darth Maul and The Sith Spacecraft – 1:00
29. Mos Espa Arena Band – 0:53
30. Watto's Roll of the Die – 1:59
31. The Flag Parade – 1:14
32. Sebulba's Dirty Hand / Qui-Gon's Pep Talk – 1:37
33. Anakin Defeats Sebulba – 2:17
34. Hail to the Winner, Anakin Skywalker – 1:13
35. The Street Singer – 1:13

#### Disco 2
1. Anakin is Free – 5:04
2. Qui-Gon and Darth Maul Meet – 1:48
3. Anakin and Group to Coruscant – 4:11
4. The Queen and Palpatine – 0:41
5. High Council Meeting – 2:37
6. The Senate – 1:12
7. Anakin's Test – 3:41
8. Qui-Gon's Mission / Obi-Wan's Warning – 3:47
9. Nute and Rune Confer with Darth Sidious – 0:29
10. The Queen and Group Land at Naboo – 2:19
11. Jar Jar Leads Group to the Gungans – 2:25
12. War Plans – 2:31
13. Darth Sidious Receives News of the Gungan's Army – 0:25
14. The Gungan's March – 0:57
15. The Queen and Her Group Sneak Back to the Palace – 0:18
16. The Battle Begins – 0:24
17. The Republic Pilots Take Off Into Space – 1:26
18. Activate the Droids – 0:44
19. The Gungans Fight Back – 0:24
20. The Duel Begins – 0:51
21. Anakin Takes Off In Spaceship – 0:47
22. The Duel Continues – 0:59
23. The Battle Rages On – 1:59
24. Qui-Gon, Obi-Wan and Darth Maul Continue Battle – 1:22
25. Qui-Gon, Darth Maul, and the Invisible Wall – 0:14
26. The Gungan's Retreat and the Queen Surrenders – 2:18
27. The Death of Qui-Gon and the Surrender of the Gungans – 2:28
28. The Tide Turns / The Death of Darth Maul – 3:24
29. The Queen Confronts Nute and Rune – 1:47
30. The Funeral of Qui-Gon – 1:18
31. The Parade – 1:24
32. End Credits – 8:14
33. Duel of the Fates (Dialogue Version) – 4:21